# Paimpol
Paimpol is een gemeente in het Franse departement Côtes-d'Armor, in de regio Bretagne. De plaats maakt deel uit van het arrondissement Saint-Brieuc. Paimpol telde op 1 januari 2022 7.266 inwoners.

## Bezienswaardigheden
In de tweede helft van de 19e eeuw was Paimpol het grote steunpunt van de kabeljauwvissers. Deze periode wordt beschreven in de roman "De IJslandsvissers" uit 1886 van Pierre Loti. In Paimpol staan enkele opmerkelijke huizen opgetrokken door reders: Repaire de Kerroc'h (1791) en het stadhuis, dat omstreeks 1830 werd gebouwd als huis van de familie Allenou.
De tot volkslied geworden "Paimpolaise" van de liederdichter en -zanger Théodore Botrel (1868-1925), bezingt o.a. de Falaise, waarmee de steile kust in de richting van de Pointe de Guilben wordt bedoeld, de kerk, waarvan aan de Rue de l'Eglise nog slechts de klokkentoren staat, aan de voet waarvan een monument van Botrel is geplaatst, en de "Grand Pardon", de grote bedevaart op 8 december naar Notre-Dame-de-Bonne-Nouvelle. In de in 1913 gebouwde kerk staat een genadebeeld.
De voormalige Abdij van Beauport ligt ten zuiden van het stadscentrum. De abdij werd gebouwd in de 13e eeuw in gotische stijl. Van de abdijkerk rest enkel een ruïne. De kloostergebouwen werden deels bewaard na de Franse Revolutie omdat ze werden onderverdeeld in woonhuizen.
Aan de Trieux ligt La Roche-Jagu, een versterkt huis uit de 15e eeuw dat oorspronkelijk werd gebouwd om het estuarium van de Trieux te verdedigen.
Paimpol is vanwege zijn milde klimaat en zijn rijke vegetatie, een centrum van toerisme, met een haven die vooral voor jachten en pleziervaartuigen wordt gebruikt. Als badplaats is het minder belangrijk. Daarnaast is Paimpol een geliefde verblijfplaats voor kunstenaars en schrijvers.

## Geschiedenis
Op het Île Saint-Riom in de baai Anse de Paimpol werd een norbertijnenklooster gesticht. In de 13e eeuw verhuisden de monniken naar het vasteland en bouwden de Abdij van Beauport.
Paimpol was een vissershaven. In tijden van oorlog werden de schepen van Paimpol uitgerust voor de kaapvaart. In de 17e en 18e eeuw was er in de streek ook een belangrijke productie van linnen. Tussen 1852 en 1935 voeren de vissers van Paimpol 's winters op IJsland voor de kabeljauwvangst.

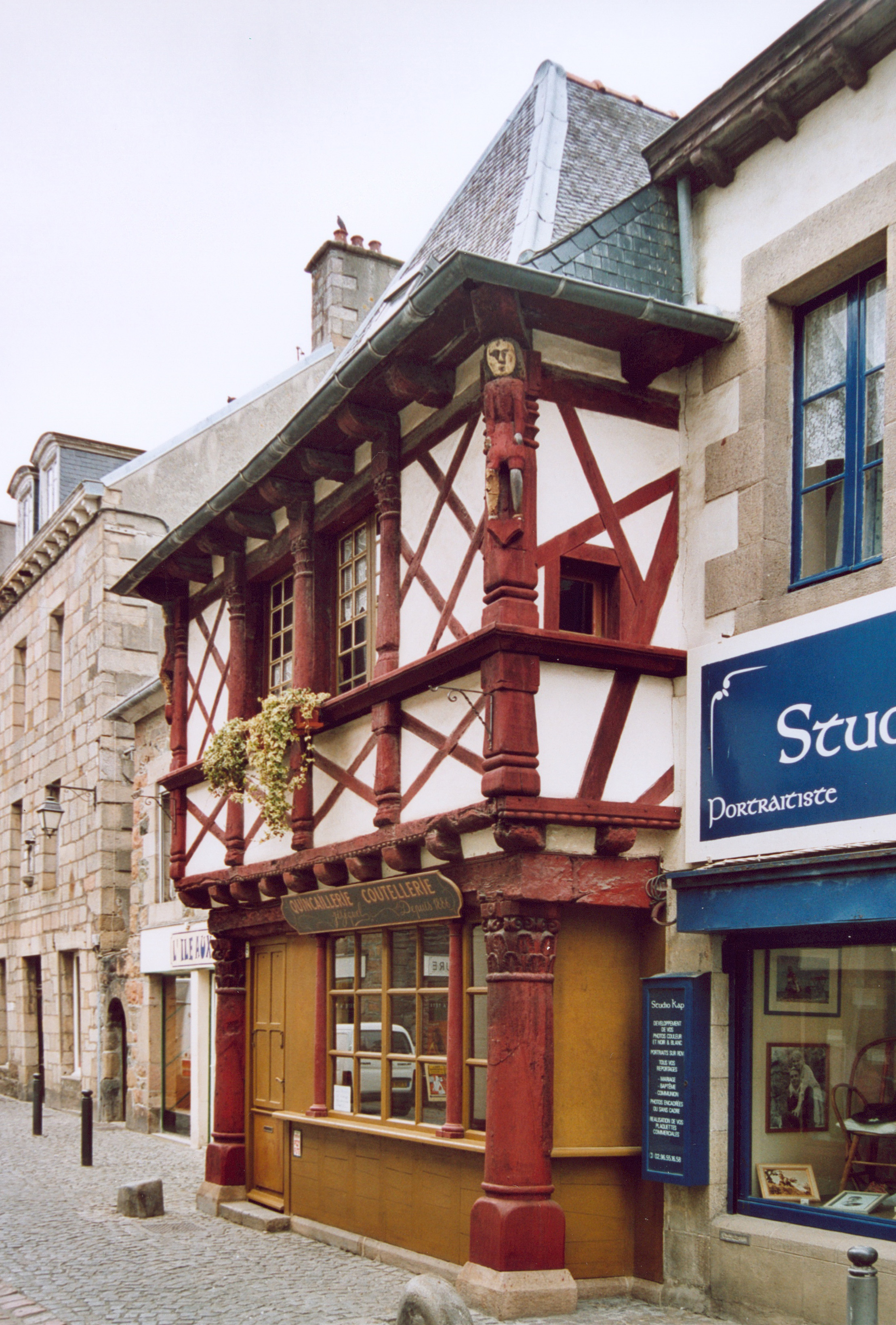
Huis in Paimpol

## Geografie
De oppervlakte van Paimpol bedroeg op 1 januari 2022 23,61 vierkante kilometer; de bevolkingsdichtheid was toen 307,8 inwoners per km².
Paimpol ligt op 12 km van Lanloup en ligt aan de uitgestrekte baai Anse de Paimpol, die bezaaid is met eilanden en klippen. De baai reikt van de Pointe de Bilfot in het oosten, tot aan de Pointe de l'Arcouest in het noorden. In het westen ligt het estuarium van de Trieux.
De onderstaande kaart toont de ligging van Paimpol met de belangrijkste infrastructuur en aangrenzende gemeenten.

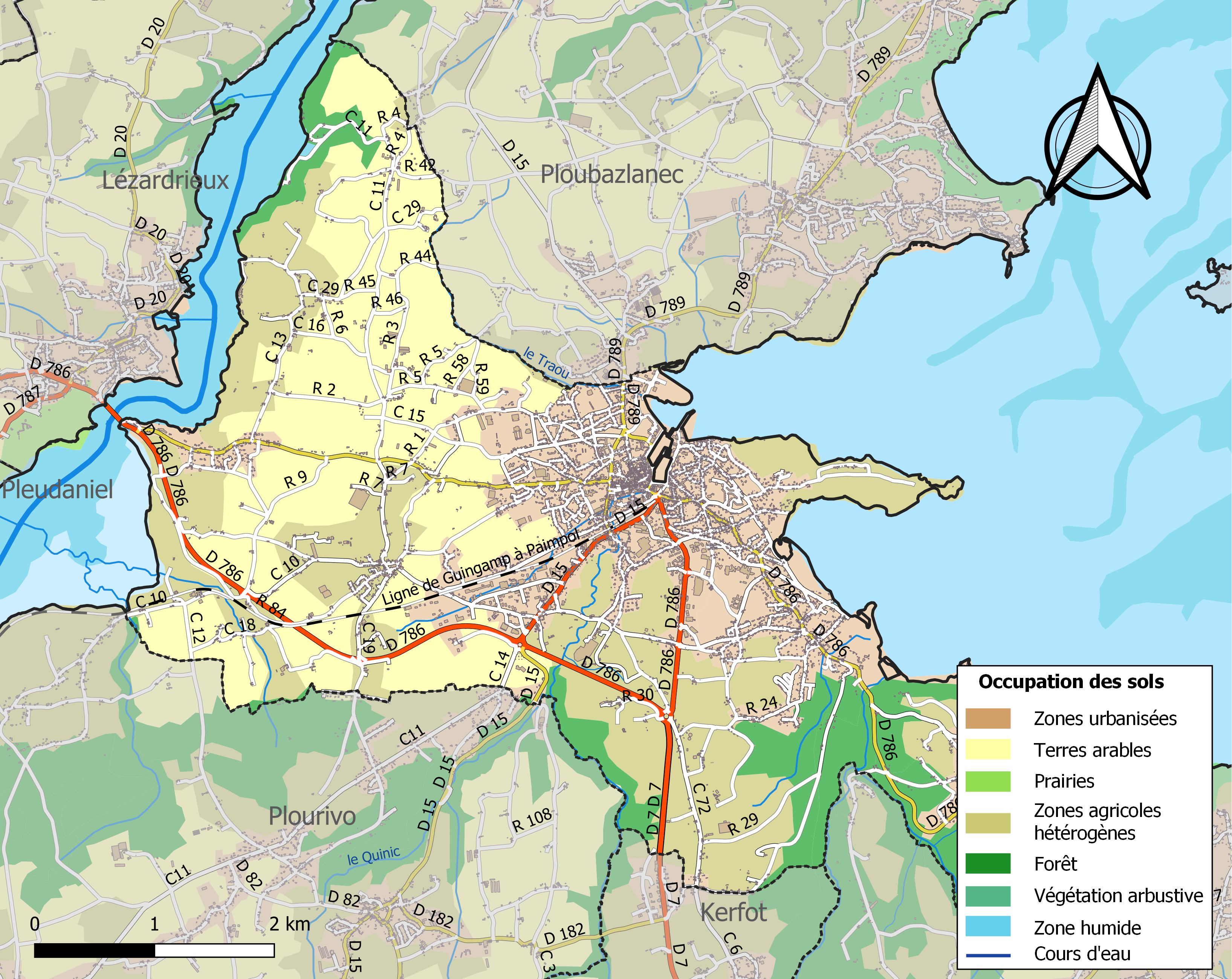

## Verkeer en vervoer
In de gemeente ligt spoorwegstation Paimpol.

## Demografie
Onderstaande figuur toont het verloop van het inwonertal (bron: INSEE-tellingen).

## Geboren
- Marcel Cachin (1869–1958), communistisch politicus en journalist
- Étienne Didot (1983), voetballer